# Hats Off to the Bull
| 전문가 평가           | 전문가 평가 |
| 평가 점수             | 평가 점수   |
| 출처                  | 점수        |
| --------------------- | ----------- |
| AllMusic              | [ 4 ]       |
| Alternative Addiction | [ 5 ]       |
| The A.V. Club         | C–          |
| Loudwire              | [ 7 ]       |
| PopMatters            | [ 8 ]       |
| Sputnikmusic          | 3.0/5       |

《Hats Off to the Bull》은 2011년 12월 6일 발매된 미국의 록 밴드 셰빌의 여섯 번째 스튜디오 음반이다. 첫 번째 싱글 〈Face to the Floor〉는 2011년 10월 10일에 발매되었다. 2012년 2월 16일, 셰빌는 《Hats Off to the Bull》이 이 음반의 두 번째 싱글이 될 것이라고 공식화했다.
2011년 11월 29일, 《Hats Off to the Bull》은 《리볼버》 잡지에서 초연되었다. 2011년 11월 30일, 〈Same Old Trip〉은 노이즈크립에서 초연되었다.
《Hats Off to the Bull》은 미국에서 239,000장이 팔렸다.

## 배경
피트 로플러는 아티스트다이렉트와의 인터뷰에서 음반에 대해 이야기할 때 "책을 많이 읽었다"며 "스매싱 펌킨스의 빌리 코건을 벽에 부딪힐 때 음악에서 벗어나는 예로 들었다"고 "계속 다시 쓰고 있고 너무 많은 리듬을 맞추려고 하지 않는다"고 말했다고 인용했다. 그는 또한 〈Clones〉라는 곡이 밴드가 툴이라는 밴드와 너무 흡사하다는 비판을 다루고 있지만, 계속해서 이 곡은 "다른 사람을 뜯어낸다고 말하는 동료들과 사람들로부터 똥을 누는 것"에 관한 것이며, 이 곡은 그의 젊은 시절과 다른 곡으로 돌아간다고 말했다.
밴드는 또한 〈Clones〉가 《Point #1》에 속해 있는 것처럼 느껴졌다고 말했으며, 그것이 부정적인 방향인지 긍정적인 방향인지에 대해 의문을 제기했다.
피트는 또한 Artistdirect.com과의 인터뷰에서 자신과 딘 베르나르디니가 "스탠리 큐브릭 킥"을 하고 있었다고 말했으며, 투어 버스에서 밤늦게까지 녹화하고 볼 영화들 중 하나로 《샤이닝》에 주목했지만, 그것에 대한 유머를 발견했고, 《스타 트렉》 영화들 또한 연속해서 보았다고 말했다.
이 음반의 제목은 투우에 대한 피트의 혐오감에서 따왔다. 그는 "이것은 매우 비정한 스포츠이고 이 동물들에게는 매우 고통스러운 일입니다... 우리는 대신 황소를 응원할 생각을 했습니다요. 우리는 약자를 응원합니다."라고 설명한다.

## 곡 목록
모든 곡들은 피트 로플러, 샘 로플러, 딘 베르나르디니에 의해 작사/작곡하였다.
| #   | 제목                     | 재생 시간 |
| --- | ------------------------ | --------- |
| 1.  | 〈Face to the Floor〉    | 3:38      |
| 2.  | 〈Same Old Trip〉        | 3:09      |
| 3.  | 〈Ruse〉                 | 4:39      |
| 4.  | 〈The Meddler〉          | 4:13      |
| 5.  | 〈Piñata〉               | 3:54      |
| 6.  | 〈Envy〉                 | 4:19      |
| 7.  | 〈Hats Off to the Bull〉 | 3:55      |
| 8.  | 〈Arise〉                | 4:25      |
| 9.  | 〈Revenge〉              | 3:30      |
| 10. | 〈Prima Donna〉          | 3:40      |
| 11. | 〈Clones〉               | 3:27      |